# Bolax saucia
Bolax saucia är en skalbaggsart som beskrevs av Ohaus 1917. Bolax saucia ingår i släktet Bolax och familjen Rutelidae. Inga underarter finns listade.